# Birger Lüssow
Birger Lüssow (ur. 19 stycznia 1975 w Rostocku) – niemiecki samorządowiec, deputowany nacjonalistycznej partii NPD w meklemburskim landtagu.

## Życiorys
Z zawodu jest inżynierem elektronikiem. Po ukończeniu szkoły podstawowej kontynuował naukę w gimnazjum do 1990, a następnie do 1993 w liceum. Na przełomie roku 1994/1995 odbył służbę w Bundeswehrze. W 1996 zaczął kształcić się w zawodzie inżyniera elektronika. Naukę zakończył w 2000. Jego polityczna aktywność rozpoczęła się w 1990 kiedy to został neonazistą, hooliganem i skinheadem. Jego największym wówczas sukcesem było założenie organizacji "Okopy Rostoku". W 2005 startował w wyborach do meklemburskiego Landtagu z listy NPD. NPD uzyskała wówczas 7,3% i Lüssow objął mandat deputowanego.